# Hans Reuter (Industrieller)
Hans Reuter (* 23. Januar 1895 in Wetter (Ruhr); † 23. Oktober 1982 in Duisburg) war ein deutscher Maschinenbau-Ingenieur und Industriemanager, der als langjähriger Generaldirektor und Vorstandsvorsitzender der Deutschen Maschinenbau Aktiengesellschaft (DEMAG) wirkte.

## Leben
Reuter wuchs in Wetter und später in Düsseldorf auf, nachdem  sein Vater schon 1910 drei Maschinenfabriken in Wetter an der Ruhr, in Düsseldorf-Benrath und in Duisburg zur Deutsche Maschinenfabrik AG, später Deutsche Maschinenbau-Aktiengesellschaft (DEMAG) mit Sitz in Duisburg zusammengefasst hatte. Reuter absolvierte sein Studium des Allgemeinen Maschinenbaus an der Technischen Hochschule Dresden. Nach dessen Abschluss mit dem akademischen Grad eines Dipl.-Ing. trat er 1922 als Konstrukteur
in das Unternehmen des Vaters ein und leitete bald die Abteilungen Übersee und Walzwerkbau. Großaufträge aus der Sowjetunion und insbesondere das Projekt eines neuen Hüttenwerks für die Südafrikanische Union im Auftragswert von 850.000 ₤ (ca. 24 Millionen. Reichsmark) brachten das Unternehmen aus der existenzbedrohenden Krise. 1934 wurde Reuter in den Vorstand für den Bereich Hüttenbau berufen, der während der Weltwirtschaftskrise zur tragenden Säule des Unternehmens geworden war. Nach dem Wechsel von Wilhelm Zangen an die Spitze der Mannesmannröhren-Werke AG im gleichen Jahr übernahm Reuter zuerst das kaufmännische, dann auch das finanzielle Ressort. Als sein Vater 1940 zurücktrat, wurde Reuter sein Nachfolger als DEMAG-Generaldirektor, intern auch Reuter II genannt.
Er weigerte sich vor Kriegsende, bei Herannahen der alliierten Kampfverbände den sog. Nerobefehl zur Zerstörung sämtlicher Produktionsanlagen zu befolgen, weshalb er noch vor Kriegsende durch die Gestapo in Haft genommen wurde, aus der ihn die Alliierten 1945 befreiten. Dennoch wurde er von den Besatzungsmächten als einer der Repräsentanten der deutschen Rüstungsindustrie während der Zeit des Nationalsozialismus zunächst im britischen Verhörzentrum Bad Nenndorf interniert, womit ihm jede unternehmerische Tätigkeit untersagt war.
Nach Abschluss diverser Verfahren und seiner Entlassung erhielt er jedoch 1946 die Erlaubnis, wieder Mitglied des Vorstands, nicht aber Generaldirektor seines Unternehmens zu werden. Im Rahmen der durch die britische Besatzungsmacht angelaufenen Umerziehung und Demokratisierung der deutschen Bevölkerung machte Reuter der Militäradministration den Vorschlag, man möge doch die Belegschaft der DEMAG befragen, ob sie ihn als Generaldirektor zurückhaben wollte oder nicht. Darauf vertrauend, dass die Arbeiter nicht für einen Kapitalisten vom Schlage Reuters votieren würden, waren die britischen Offiziere einverstanden. Zu ihrer Überraschung trat ein, was sie nicht für möglich gehalten hatten: Rund 80 Prozent der Arbeiter und Angestellten der DEMAG votierten für die Rückkehr Reuters als Generaldirektor des Unternehmens.
Reuter widersetzte sich auch der Einweisung in eine von der Militärbehörde bestimmte Wohnung. Vielmehr ließ er direkt gegenüber seinem vom belgischen Militär beschlagnahmten Landhaus Römerhof eine schlichte Baracke errichten, in die er mit seiner Familie einzog. Provokativ ließ er sich sodann arbeitstäglich mit einer dem Unternehmen verbliebenen luxuriösen Dienstlimousine in sein Unternehmen chauffieren. 1953 erhielt er seinen Besitz zurück.
Unter der Ägide Hans Reuters wurde die DEMAG ein Weltunternehmen, dessen Umsatz 1961 die Milliarden-Grenze erreichte. Der Familie Reuter und größtem Einzelaktionär des Unternehmens, gehörten zu der Zeit etwa 17 Prozent des Aktienkapitals von rund 110 Millionen DM. Die DEMAG war in den 1960er-Jahren das einzige Unternehmen der Welt, das in eigenen Betrieben mit einer Belegschaft von rund 28.000 Beschäftigten komplette Hüttenwerke herstellen und errichten konnte. Die Stranggusstechnik, die das Hüttenwesen revolutionierte, wurde in Zusammenarbeit mit Mannesmann entwickelt. In alle Erdteile wurden damals Stahlwerke und Maschinenfabriken der DEMAG verkauft, so dass zeitweilig bis zu 75 Prozent der Produktion in den Export gingen. Weitsichtig bildete Reuter dabei die zur Bedienung dieser Anlagen erforderlichen ausländischen Fachkräfte im eigenen Unternehmen aus, wodurch Duisburg zu einem Trainingszentrum für die Entwicklungsländer wurde.
Darüber hinaus entwickelte Reuter eine ausgedehnte Reisetätigkeit. Er studierte selbst weltweit Großprojekte und schickte seine Experten von Kontinent zu Kontinent. 1957 erreichten die Reisekosten der DEMAG den Umsatz einer mittleren Maschinenfabrik, nämlich mehr als 20 Millionen DM. Die von ihm 1958 geleitete Delegation von Vertretern der westdeutschen Schwerindustrie, die erstmals nach dem Zweiten Weltkrieg die Sowjetunion 14 Tage lang bereiste, stieß freilich im Hinblick auf die Hinrichtung Imre Nagys in Ungarn und die weiter sich verschlechternde Lage der Bevölkerung in der DDR verschiedentlich auf heftige Kritik.
Als Reuter 1962 vom Amt des Generaldirektors zurücktrat, um den Vorsitz im Aufsichtsrat zu übernehmen, den der Bankier Robert Pferdmenges zuvor 38 Jahre lang innegehabt hatte, wurde zunächst das langjährige Vorstandsmitglied, der Maschinenbau-Ingenieur Heinrich Müller, zum Generaldirektor des Konzerns bestellt, ehe dann 1967 Hans Reuters Sohn Wolfgang, genannt Reuter III, die Konzernleitung in Duisburg übernahm.

## Ehrungen und Mitgliedschaften
Reuter erfuhr zahlreiche Ehrungen. 1954 erhielt er das Große Bundesverdienstkreuz, 1955 wurde er mit der Ehrendoktorwürde (als Dr.-Ing. E.h.) der RWTH Aachen ausgezeichnet, 1959 erhielt er den Nationalpreis der DDR für Wissenschaft und Technik (in der III. Klasse) und seit 1961 war er Ehrenmitglied des Vereins Deutscher Eisenhüttenleute.
Er war Vorsitzender des Aufsichtsrats der Jünkerather Maschinenfabrik GmbH in Jünkerath in der Eifel, weiter Aufsichtsratsmitglied der Deutsche Bank AG West, Düsseldorf, der Dinglerwerke AG in Zweibrücken, der Gelsenkirchener Bergwerks AG, Essen, der Mannesmann AG, Düsseldorf, der Physikalischen Studiengesellschaft in Düsseldorf, der Kernreaktor-Finanzierungs-GmbH in Frankfurt am Main, der Colonia Kölnische Versicherungs-AG, Köln, und der Kölnischen Rückversicherungs-Gesellschaft. Er war Beiratsmitglied der Concordia-Lebensversicherung AG und Mitglied des Außenhandelsbeirats des Bundesministeriums für Wirtschaft, der Deutschen Atomkommission und des technisch-wissenschaftlichen Ausschusses von EURATOM in Brüssel. Er war Beiratsmitglied des Nordrhein-Westfälischen Landesamtes für Forschung in Düsseldorf, Mitglied des wissenschaftlichen Rates der Fritz Thyssen Stiftung in Köln, Vorstandsmitglied des Vereins zur Förderung der Forschung auf dem Gebiet der Internationalen Technischen Zusammenarbeit in Aachen, Mitglied des Kuratoriums des Max-Planck-Instituts für Chemie in Mainz und der erste Vorsitzender des 1952 gegründeten Ost-Ausschuss der Deutschen Wirtschaft.

## Familie
Hans Reuter, Sohn des Ehepaars Wolfgang Andres Reuter und Martha Reuter geb. Blank, war mit Helga Reuter geb. Gran verheiratet. Sie hatten zwei Söhne, Wolfgang (* 1924) und Niels (1929–1970), sowie eine Tochter, Karin (* 1926).

## Schriften
- Exportprobleme und Lösungsvorschläge – Vortrag im Deutschen Industrieinstitut [Vortragsreihe des Deutschen Industrieinstituts, Jg. 3 (1953) Nr. 27]. Deutsche Industrie-Verlagsgesellschaft, Köln 1953
- Langfristige Kredite und Handelsverträge – Vortrag im Deutschen Industrieinstitut [Vortragsreihe des Deutschen Industrieinstituts, Jg. 4 (1954) Nr. 28]. Deutsche Industrie-Verlagsgesellschaft, Köln 1954
- Export, Produktivität und Investitionen – Vortrag im Deutschen Industrieinstitut [Vortragsreihe des Deutschen Industrieinstituts, Jg. 7 (1957) Nr. 29]. Deutsche Industrie-Verlagsgesellschaft, Köln 1957
- Europa zwischen EWG und EFTA – Vortrag im Deutschen Industrieinstitut [Vortragsreihe des Deutschen Industrieinstituts, Jg. 10 (1960) Nr. 33]. Deutsche Industrie-Verlagsgesellschaft, Köln 1960
- Der deutsche Maschinenbau im Großen Europäischen Markt – Vortrag und Auszüge aus der Diskussion in der Vollversammlung der Arbeitsgemeinschaft für Rationalisierung des Landes Nordrhein-Westfalen am 23.1.1963 [Schriftenreihe der Arbeitsgemeinschaft für Rationalisierung des Landes Nordrhein-Westfalen; H. 62]. Verkehr- u. Wirtschafts-Verlag, Dortmund 1963
- Ohne Gewinne keine Investitionen – Vortrag im Deutschen Industrieinstitut [Vortragsreihe des Deutschen Industrieinstituts, Jg. 13 (1963) Nr. 8]. Deutsche Industrie-Verlagsgesellschaft, Köln 1963